# Bohdan Zieliński
Bohdan Zieliński ps. „Legus”, „Tytus”, „Wesołowski” (ur. 14 lutego 1906 w Lublinie, zm. 21 maja 2001 w Krakowie) – generał brygady Wojska Polskiego, szef wywiadu i kontrwywiadu AK (od października 1944 do stycznia 1945).

## Życiorys
W latach 1925–1926 był podchorążym kursu unitarnego Szkoły Podchorążych Piechoty w Warszawie i podchorążym Oficerskiej Szkoły Artylerii w Toruniu w latach 1926–1928. W latach 1936–1938 był słuchaczem XVII Kursu Normalnego Wyższej Szkoły Wojennej w Warszawie. Po ukończeniu studiów otrzymał tytuł oficera dyplomowanego i przydział do dowództwa 2 Dywizji Kawalerii w Warszawie. Po rozwiązaniu 2 Dywizji Kawalerii został przeniesiony do dowództwa 21 Dywizji Piechoty Górskiej w Bielsku na stanowisko I oficera sztabu.
W kampanii wrześniowej był szefem sztabu 1 Brygady Górskiej. 22 września 1939 roku dostał się do niemieckiej niewoli. Zbiegł z obozu w Piaskach Luterskich. Aresztowany przez Gestapo 9 listopada i osadzony na Zamku Królewskim w Lublinie, a następnie w obozie w Radomiu, z którego uciekł 22 listopada.
Od października 1944 do stycznia 1945 pełnił funkcję szefa Oddziału II (informacyjno-wywiadowczego) Komendy Głównej Armii Krajowej.
Walczył w powstaniu warszawskim. 1 września 1945 roku zmobilizowany został do Wojska Polskiego i wyznaczony na stanowisko wykładowcy taktyki w Centrum Wyszkolenia Piechoty. 7 kwietnia 1946 roku został zwolniony z czynnej służby. Zatrudnił się w Krakowie, w Centrali Rybnej Gdynia.
18 marca 1949 roku został aresztowany przez funkcjonariuszy UB i skazany na dziesięć lat więzienia, zwolniony w 1955 roku. W latach 1955–1974 pracował w Biurze Projektów Przemysłu Cementowego i Wapienniczego w Krakowie. Od 1974 roku na emeryturze. W 1983 roku odmówił przyjęcia stopnia generała. Awansowany na generała brygady w 1992 roku. Małopolanin Roku (1998), Honorowy Obywatel Krakowa (1999).

## Awanse
- kapitan – 19 marca 1938 i 87. lokata w korpusie oficerów artylerii
- major – 19 marca 1942
- podpułkownik – maj 1942
- pułkownik – 16 sierpnia 1991
- generał brygady – 20 lutego 1992

## Ordery i odznaczenia[4]
- Krzyż Srebrny Orderu Wojennego Virtuti Militari
- Krzyż Komandorski Orderu Odrodzenia Polski
- Krzyż Walecznych – czterokrotnie
- Krzyż Kampanii Wrześniowej
- Krzyż Armii Krajowej
- Warszawski Krzyż Powstańczy